# Tetanocera marginella
Tetanocera marginella är en tvåvingeart som först beskrevs av Robineau-desvoidy 1830.  Tetanocera marginella ingår i släktet Tetanocera och familjen kärrflugor.
Artens utbredningsområde är Frankrike. Inga underarter finns listade i Catalogue of Life.